# 尤蘭蒂·維瑟
尤蘭蒂·維瑟（Yolandi Visser，常拼寫為 Yo-Landi Vi$$er），原名安莉·迪圖瓦（Anri du Toit），是一位南非的饒舌女歌手，與她的前男友Ninja組成了饒舌-銳舞風格團體回答樂團，並共同擁有一個女兒名叫Sixteen Jones，她曾經是音樂藝術團體MaxNormal.TV的成員及The Constructus Corporation的一員。

## MaxNormal.TV
“MaxNormal.TV”是一個南非的街舞團體，當時尤蘭蒂·維瑟是擔任她男友沃特金·都鐸·瓊斯的私人助理。她曾經出現在在幾個MaxNormal.TV的MV當中。

## The Constructus Corporation
「The_Constructus_Corporation」發行過一張名為The Ziggurat 的附圖文概念專輯，發布於2002年12月。它包括一個88頁的粉紅色硬殼的書，內容包含了手寫的沃特金·都鐸·瓊斯嘻哈天馬行空的故事和免費空白CD，購買的粉絲可免費直接下載他們第二張專輯的音樂。該團體解散於2003年初。

## 回答樂團
回答樂團創立於2008年，是由尤蘭蒂·維瑟、沃特金·都鐸·瓊斯和DJ Hi-Tek （Justin de Nobrega）所組成。[6]他們描述自己的風格是將多種不同元素的音樂風格融和，混為一體。回答樂團把自己的風格稱為“Zef ZEF”，Zef ZEF是南非荷蘭話當地的術語，在2011年1月沃特金·都鐸·瓊斯接受的採訪中提到，Zef ZEF是一種亞文化的音樂風格和態度，它的定位比較接近嘻哈。
他們的演唱方式以英語(AAVE)、南非語、科薩語及祖魯語等多種方言演唱。尤蘭蒂·維瑟負責唱歌和饒舌。他們的首張專輯《$O$》於2009已在其官方網站上提供免費下載。
在2009年年底，回答樂團釋出了與南非攝影師Rob Malpage以及Waddy共同合作拍攝執導的視頻單曲《Enter the Ninja》。回答樂團其中一名患有早衰症的團員，在樂團擔任DJ，同時也在開普敦從事繪畫工作的萊昂·博特也有出現在MV中。
影片原本置於樂團的網站中，因在影片上傳九個月後，累計點擊次數達到百萬人次，樂團因而將網站遷至美國的主機以控制住流量。而影片後又被上傳至YouTube，至今以超過千萬人次點擊。另一首單曲《Evil Boy》由美國音樂製作人Diplo製作，還與南非饒舌歌手Wanga合唱，Wanga以英語及科薩語演唱饒舌歌詞。歌曲的音樂影片在2010年10月11日上傳於YouTube，在2012年10月20日達到一千萬個點擊次數。

## 個人生活
根據2012年的採訪，尤蘭蒂·維瑟和沃特金·都鐸·瓊斯是素食主義者。

## EP
於回答樂團發行
- Ekstra (2010)
- 5 EP (2010)

## 專輯
於The Constructus Corporation發行

- The Ziggurat (2003)

於 MaxNormal.TV發行

- Rap Made Easy (2007)
- Good Morning South Africa (2008)

於回答樂團發行

- $O$ $O$ (2009)
- $O$ $O$ (rerelease) (2010)
- Ten$Ion TEN$ION (2012)
- Donker Mag (2014)

### 電影
| 年份 | 標題     | 角色              | 附註 |
| ---- | -------- | ----------------- | ---- |
| 2015 | 成人世界 | 尤蘭蒂（Yolandi） |      |

## 外部連結
- 官方網站 （页面存档备份，存于）